# Красноярск-Пассажирский
Красноя́рск-Пассажи́рский — станция Красноярского региона Красноярской железной дороги . Расположена на 4098 километре Транссибирской магистрали, в Железнодорожном районе города Красноярска.

## История
Железнодорожная станция была построена в 1895 году при строительстве Средне-Сибирской железной дороги Великого Сибирского пути вблизи тогдашних границ административного центра Енисейской губернии города Красноярска.
Станция была заложена на 2 048-й версте от Челябинска; была открыта для работы и регулярного сообщения по Средне-Сибирской дороге с 1895 года, с западной частью страны с 1898 года. В 1898 году строительство дороги на участке Красноярск — Иркутск было завершено, поезда пошли от Урала до Тихого океана.
По состоянию на конец XIX века на станции были железнодорожные мастерские, главное паровозное депо со своими мастерскими, главные материальные склады. При станции были возведены больница с амбулаторией, аптека, Сибирское Техническое железнодорожное училище имени императора Николая II, врачебно-питательный переселенческий пункт для обслуживания переселенцев в Красноярский и Минусинский уезды. Станция также служила перегрузочным пунктом посредством Енисейского порта, для сообщения по реке Енисею.
По состоянию на 1898 год, в частности, в восточном направлении со станции было отправлено около 1 046 тонн зерна (в основном муки), в западном направлении — около 1 073 тонн кедровых орехов.

### История вокзала станции
К концу 1895 года строительство рельсового пути на Среднесибирском участке, проходящем через территорию Енисейской губернии, было, в основном, завершено, 6 декабря 1895 года в два часа дня в Красноярск прибыл первый поезд.
Локомотив серии Р привёл состав из Томска.
«Начальник работ по постройке Средне-Сибирской железной дороги доносит, что в сего декабря, в высокоторжественный день Тезоименитства Вашего Императорского Величества в 2 часа дня прибыл в Красноярск по окончательно устроенному железно-дорожному пути первый поезд, по случаю чего в присутствии Губернатора и местного настоятеля совершено было благодарственное молебствие о здравии и благоденствии Вашего Императорского Величества и Всего Августейшего Дома. О сём Министр Путей Сообщения приемлет долг всеподдайнейше довести до Высочайшего Вашего Императорского Величества сведения» — рапортовал 8 декабря 1895 года князь М. Хилков — министр путей сообщения.
Первое здание вокзала станции Красноярск было возведено в 1895 году по проекту архитектора Николая Соловьёва и послужило дороге и городу более шестидесяти лет. Красноярский вокзал — единственный на участке вокзал II класса из камня общей площадью 220 квадратных метра, с камерой хранения, двумя залами ожидания для пассажиров, буфетом, фонарями из газовых рожков на привокзальной площади. В вестибюле вокзала городским управлением был устроен телефон для общего пользования. Строительство первого красноярского вокзала обошлось в 40 тысяч рублей.
В сентябре 1961 года было построено новое здание вокзала, функциональное и вместительное, со светлыми и просторными залами ожидания, с тоннелем для выхода к поездам. Оно было возведено по проекту архитекторов К. И. Митина и Д. К. Волошина.
В 2004 году была осуществлена реконструкция здания.
Станция электрифицирована в 1959 году переменным током 25 кВ

## Описание
Станция располагает шестью путями, нумерация которых от вокзала осуществляется следующим образом: 5, 3, 1, 2, 6, 8. Шестой и восьмой пути используются, в основном, пригородными и почтово-багажными поездами. Эти пути секционированы, что позволяет принимать на каждый путь по два пригородных поезда с различных сторон; изредка на них прибывают пассажирские поезда дальнего следования.
На станции три островных платформы (№№ 1, 2, 3) и одна боковая платформа (перрон). У первой платформы находятся пути 5 и 3, у второй — 1 и 2 (главные пути), у третьей — 6 и 8. Островные платформы связаны со зданием вокзала пешеходным тоннелем (построен в 1956 году) и надземным путепроводом. Часть путепровода, расположенная над путями, крытая и остеклённая. Помимо связи пассажирских платформ и здания вокзала, путепровод связывает Привокзальную площадь с Николаевским жилым районом, находящимся за железнодорожной линией. Выход на перрон возможен из пригородного кассового зала.
К Зимней Универсиаде 2019 года были проведены реконструкция вокзала и Привокзальной площади, а также ремонт перрона.
На станции останавливаются все без исключения пассажирские поезда дальнего следования, следующие через неё. Имеются локомотивное, моторвагонное и вагонное депо.
Между Красноярском и Москвой курсирует фирменный поезд «Енисей».

## Пассажирское движение

### Пригородное сообщение
| № поезда    | Маршрут движения                 | № поезда    | Маршрут движения                 |
| ----------- | -------------------------------- | ----------- | -------------------------------- |
| Пригородный | Базаиха — Зеледеево              | Пригородный | Зеледеево — Базаиха              |
| Пригородный | Базаиха — Кемчуг                 | Пригородный | Кемчуг — Базаиха                 |
| Пригородный | Базаиха — Красноярск             | Пригородный | Красноярск — Базаиха             |
| Пригородный | Базаиха — Чернореченская         | Пригородный | Чернореченская — Базаиха         |
| Пригородный | Дивногорск — Красноярск          | Пригородный | Красноярск — Дивногорск          |
| Пригородный | Заозёрная — Красноярск           | Пригородный | Красноярск — Заозёрная           |
| Пригородный | Зыково — Кемчуг                  | Пригородный | Кемчуг — Зыково                  |
| Пригородный | Зыково — Красноярск              | Пригородный | Красноярск — Зыково              |
| Экспресс    | Иланская — Красноярск            | Экспресс    | Красноярск — Иланская            |
| Пригородный | Камарчага — Красноярск           | Пригородный | Красноярск — Камарчага           |
| Пригородный | Камарчага — Снежница             | Пригородный | Снежница — Камарчага             |
| Пригородный | Кравченко — Красноярск (отменён) | Пригородный | Красноярск — Кравченко (отменён) |
| Экспресс    | Красноярск — Боготол             | Экспресс    | Боготол — Красноярск             |
| Пригородный | Красноярск — Зеледеево           | Пригородный | Зеледеево — Красноярск           |
| Пригородный | Красноярск — Кача                | Пригородный | Кача — Красноярск                |
| Пригородный | Красноярск — Кемчуг              | Пригородный | Кемчуг — Красноярск              |
| Пригородный | Красноярск — Красноярск          | Пригородный | Красноярск — Красноярск          |
| Пригородный | Красноярск — Снежница            | Пригородный | Снежница — Красноярск            |
| Пригородный | Красноярск — Чернореченская      | Пригородный | Чернореченская — Красноярск      |
| Пригородный | Мана — Красноярск                | Пригородный | Красноярск — Мана                |
| Ускоренный  | Решоты — Красноярск              | Ускоренный  | Красноярск — Решоты              |
| Пригородный | Сорокино — Красноярск            | Пригородный | Красноярск — Сорокино            |
| Пригородный | Таёжный — Красноярск             | Пригородный | Красноярск — Таёжный             |
| Пригородный | Уяр — Красноярск                 | Пригородный | Красноярск — Уяр                 |

### Дальнее следование
По графику 2019 года через станцию проходят следующие поезда дальнего следования:

#### Круглогодичное движение поездов
| № поезда    | Маршрут движения             | № поезда    | Маршрут движения              |
| ----------- | ---------------------------- | ----------- | ----------------------------- |
| 1 «Россия»  | Владивосток — Москва         | 2 «Россия»  | Москва — Владивосток          |
| 3           | Пекин — Москва               | 4           | Москва — Пекин                |
| 5           | Улан-Батор — Москва          | 6           | Москва — Улан-Батор           |
| 7           | Владивосток — Новосибирск    | 8           | Новосибирск — Владивосток     |
| 11          | Владивосток — Самара         | 12          | Самара — Владивосток          |
| 55 «Енисей» | Красноярск — Москва          | 56 «Енисей» | Москва — Красноярск           |
| 69          | Чита — Москва                | 70          | Москва — Чита                 |
| 75          | Нерюнгри — Москва            | 76          | Москва — Нерюнгри             |
| 81          | Улан-Удэ — Москва            | 82          | Москва — Улан-Удэ             |
| 91          | Северобайкальск — Москва     | 92          | Москва — Северобайкальск      |
| 97          | Тында — Кисловодск           | 98          | Кисловодск — Тында            |
| 99          | Владивосток — Москва         | 100         | Москва — Владивосток          |
| 105         | Красноярск — Новосибирск     | 106         | Новосибирск — Красноярск      |
| 111         | Северобайкальск — Красноярск | 112         | Новосибирск — Северобайкальск |
| 123         | Абакан — Красноярск          | 124         | Красноярск — Абакан           |
| 127         | Красноярск — Адлер           | 128         | Адлер — Красноярск            |
| 129         | Красноярск — Анапа           | 130         | Анапа — Красноярск            |
| 347         | Северобайкальск — Красноярск | 348         | Красноярск — Северобайкальск  |
| 605         | Карабула — Красноярск        | 606         | Красноярск — Карабула         |

#### Сезонное движение поездов
| № поезда | Маршрут движения        | № поезда | Маршрут движения        |
| -------- | ----------------------- | -------- | ----------------------- |
| 205      | Иркутск — Анапа         | 206      | Анапа — Иркутск         |
| 229      | Северобайкальск — Анапа | 230      | Анапа — Северобайкальск |
| 235      | Тында — Анапа           | 236      | Анапа — Тында           |
| 241      | Иркутск — Адлер         | 242      | Адлер — Иркутск         |
| 269      | Чита — Адлер            | 270      | Адлер — Чита            |
| 273      | Северобайкальск — Адлер | 274      | Адлер — Северобайкальск |

## В кинематографе
Кадры с вокзалом Красноярска и привокзальной площадью есть в советском художественном фильме «Алый камень» (Киностудия им. Горького, 1986).

## Галерея
- Вид на станцию напротив её вокзала, на ближнем плане три пассажирские платформы
- Вид на депо
- Колонна со статуей геральдического льва (символа Красноярска) на площади перед вокзалом
- Северная часть станции и корпуса КрЭВРЗ